# Asiatic Warriors
Asiatic Warriors, ursprünglich Cold-N-Locco genannt, waren eine frühe Hardcore-Rap-Gruppe aus Frankfurt am Main, bestehend aus den Rappern D-Flame und Azazin, sowie den Produzenten und DJs A-Bomb und Combad. Die auf Deutsch, Englisch und Kurdisch rappende Gruppe machte sich insbesondere bei Liveauftritten einen Namen und brachte bereits im Mai 1994 ein Album heraus. Wenig später löste sich die Band allerdings auf. 1997 brachten sie noch eine Compilation heraus, auf denen neben eigenen Stücken auch Weggefährten wie Konkret Finn oder Chabs vertreten waren.

## Weiterer Werdegang der Bandmitglieder
Azazin (unter dem Namen Azad) startete eine Solokarriere, während D-Flame sich zunächst dem Dancehall zuwandte. A-Bomb und Combad gründeten gemeinsam mit dem Konkret-Finn-Produzenten Feedback das Produzententeam Ulteamate Beats. Unter diesem Namen arbeiteten sie u. a. für Brothers Keepers, Tone und Xavier Naidoo, aber auch für D-Flame.

## Bedeutung
Asiatic Warriors galten als Pioniere des Frankfurter Hardcore Raps und wurden auch als Vorreiter von Gruppen wie Brothers Keepers bezeichnet.

## Diskografie
- 1994: Told Yaa (Ruff'n Raw)
- 1997: Asiatic Warriors pres. Strength (We don't play records/EFA)[2]